# Štefanija Puretić
Štefanija Puretić r. Košak (Prelog, 1922. – 17. siječnja 2015.), hrvatska pedijatrica dermatologinja,  osnivačica prve dječje dermatologije u jugoistočnoj Europi

## Životopis
Rođena je u Prelogu kao Štefanija Košak. U Zagrebu je završila medicinsku školu 1945. godine. U istoj školi potom bila asistent predavaču na odjelu anatomije i stažirala. Završetkom stažiranja, bila je na pedijatrijskoj klinici zagrebačke medicinske škole. Prvu dječju dermatologiju u jugoistočnoj Europi otvorila je 1950. godine. Bila je glavna liječnica dermatovenerološke klinike bolnice na Šalati i od 1955. do 1986. voditeljica dermohistopatološkog laboratorija.
Svjetskoj je medicinskoj znanosti pridonijela definiranjem jednog sindroma. Sa suprugom Božidarom Puretićem, pedijatrom, definirala je taj sindrom, sindrom mezenhimne displazije, syndroma Puretić, posebni urođeni genetski sistemni poremećaj.
Bila je redovna članica Akademije medicinskih znanosti Hrvatske. Članica senata Akademije medicinskih znanosti Hrvatske. Godine 1972. dobila Nagradu "Pavao Ćulumović" za unaprjeđenje znanosti u Hrvatskoj.
Međunarodni Biografski centar Sveučilišta u Cambridgeu dodijelio joj je Nagradu "Maria Curie" ("The Marie Curie Award"). 2012. godine predsjednik Republike Hrvatske 2012. odlikovao ju je Redom Danice hrvatske s likom Ruđera Boškovića za osobite zasluge za znanost i njezino promicanje u Hrvatskoj i svijetu. Od 1993. počasna članica Hrvatskog dermatovenerološkog društva.
Umrla je u Zagrebu u 93. godini života.

## Vanjske poveznice
- Acta dermatovenerologica Croatica 1/2015. Branka Marinović, Mirna Šitum: Štefanija Puretić (1922 – 2015)
- WorldCat Autor: Puretic, S